# Laothoe
Laothoe ist eine Gattung innerhalb der Schmetterlingsfamilie der Schwärmer (Sphingidae). Die Gattung hat ihre Verbreitung in der Paläarktis.

## Merkmale
Die Falter sind denen der Gattung Smerinthus sehr ähnlich, haben aber breite Hinterflügel, die zwischen den Adern R1 und Sc+R1 gebuchtet sind und bei den Adern Rs und M1 eine lappenförmige Ausbuchtung aufweisen. Die Hinterflügel tragen keine Augenflecken und der Analwinkel ist stark abgerundet. Die Männchen besitzen kein Frenulum, bei den Weibchen ist ein solches reduziert. Das Retinaculum fehlt beiden Geschlechtern. Der Saugrüssel ist verkümmert. Die Fühler der Männchen sind weniger stark gekämmt als beim Abendpfauenauge (Smerinthus ocellatus), dafür aber lang behaart. Das letzte Segment ist kurz. Der Hinterleib ist an den Tergiten überall mit weichen Dornen besetzt, insbesondere sehr dicht an und um die apikalen Ecken der Tergite. Die Dornen sind mit langen Schuppen bedeckt. Die Tibien besitzen keine Dornen.
Die Eier sind fast kugelig, blass grün und im Verhältnis zu den Faltern relativ groß.
Die Raupen sind typisch für Schwärmer und denen der Gattung Smerinthus sehr ähnlich. Ihr Körper ist jedoch gedrungener und sie besitzen ein kleineres Analhorn.
Die Puppen sind mattschwarz oder dunkelbraun gefärbt und haben anders als bei der Gattung Smerinthus eine raue Oberfläche. Der Kremaster ist kurz und dorso-ventral abgeflacht. Seine Basis ist breit, das Ende läuft zu einer Spitze zu.

## Lebensweise
Die Raupen ernähren sich hauptsächlich von Bäumen und Sträuchern aus der Familie der Weidengewächse (Salicaceae).

## Systematik
In Europa wird die Gattung Laothoe durch zwei Arten vertreten, weltweit sind sieben Arten der Gattung bekannt, von denen Laothoe habeli erst 2010 erstbeschrieben wurde. Sowohl Pittaway, als auch Kitching betrachten Laothoe populetorum (Staudinger, 1887) nicht als eigenständige Art, sondern als Unterart von Laothoe populi.
- Laothoe amurensis (Staudinger, 1892)
- Laothoe austauti (Staudinger, 1877)
- Laothoe philerema (Djakonov, 1923)
- Pappelschwärmer (Laothoe populi) (Linnaeus, 1758)
- Laothoe populeti (Bienert, 1870)
- Laothoe habeli Saldaitis, Ivinskis & Borth, 2010
- Laothoe witti Eitschberger, Danner & Surholt, 1998

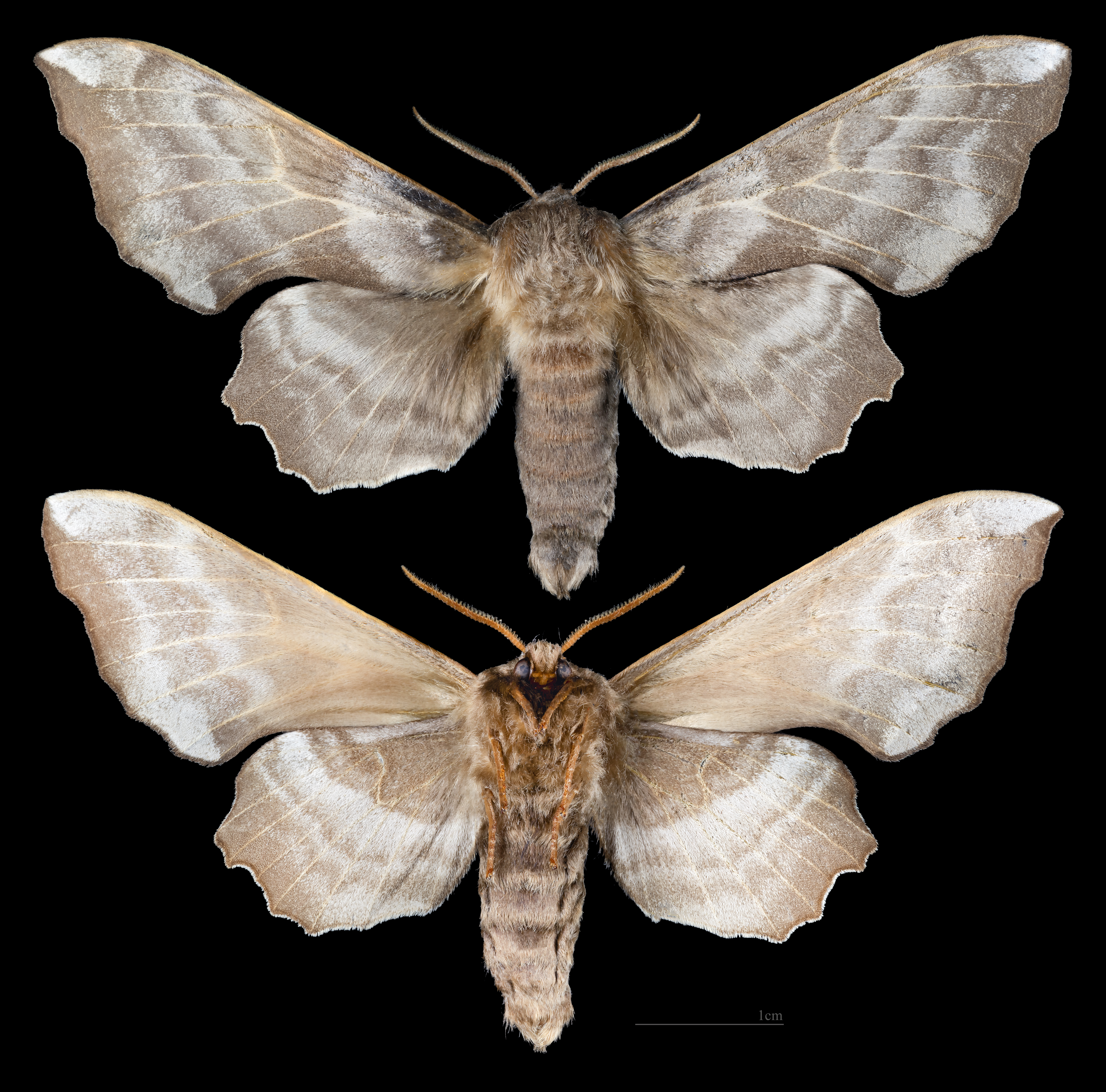
Laothoe amurensis
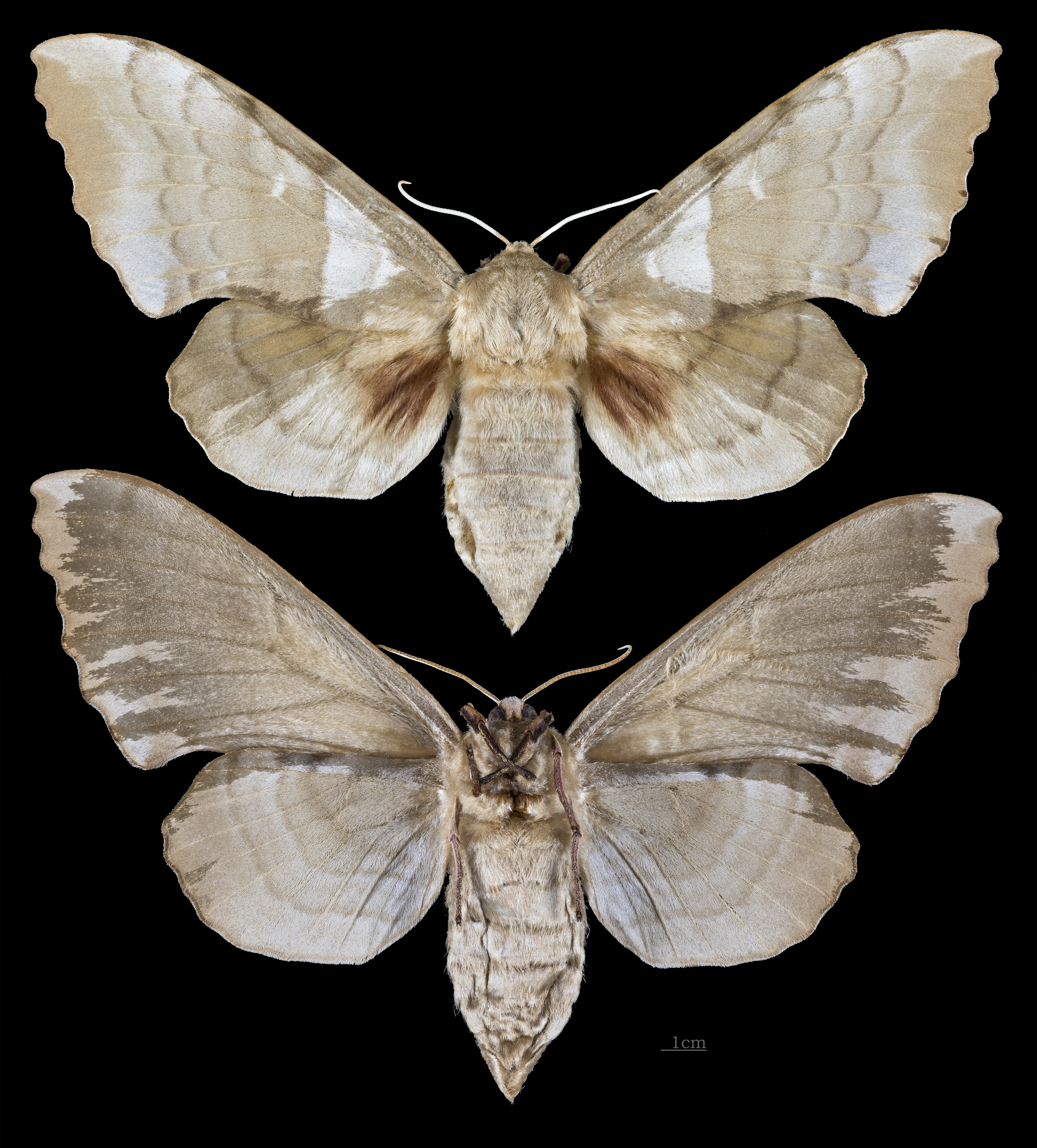
Laothoe austauti
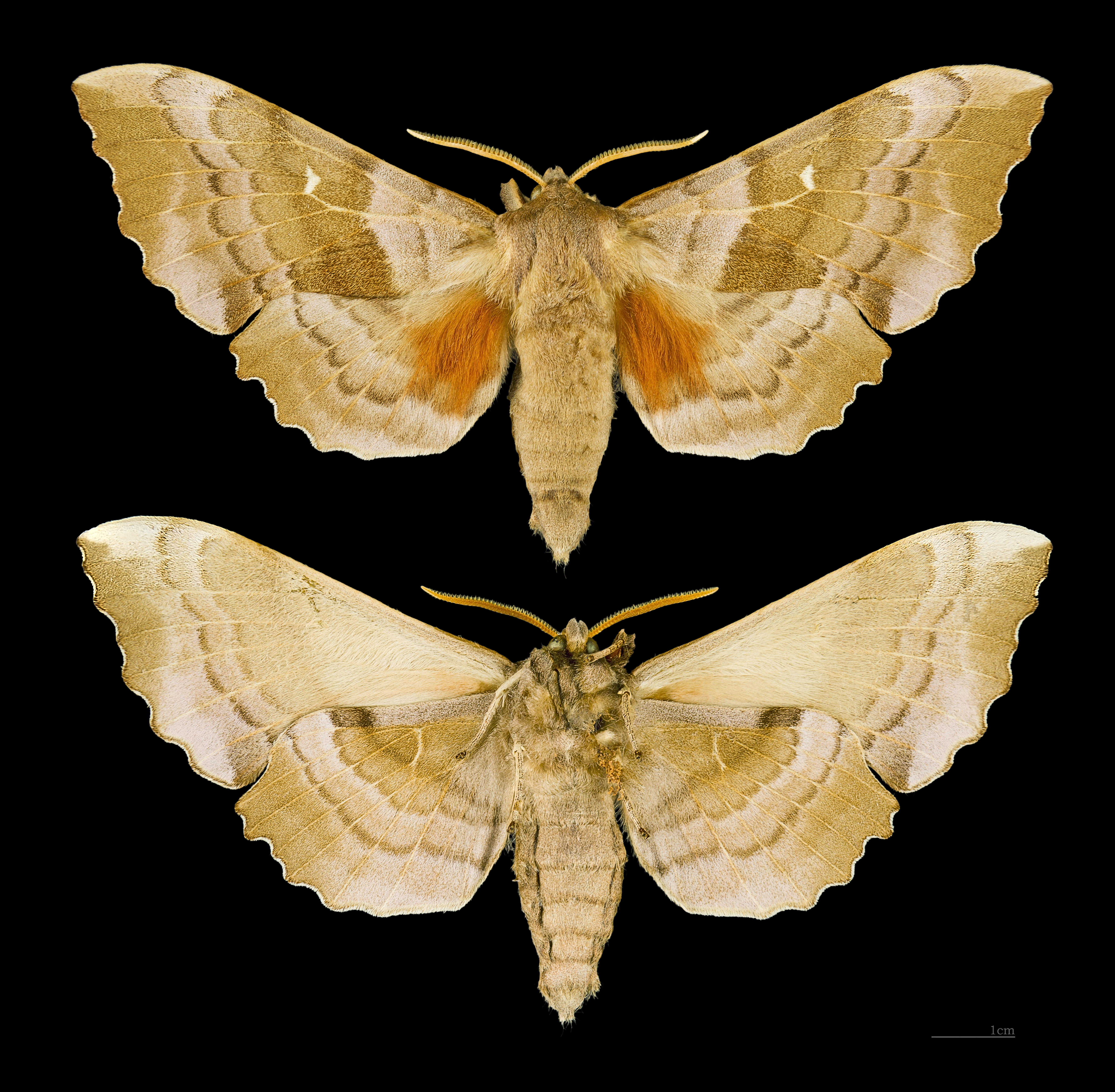
Laothoe populi

## Belege